# Tetrafluoroborato de plata
El tetrafluoroborato de plata es un compuesto inorgánico cuya fórmula química es AgBF4. Es un sólido blanco, aunque las muestras comerciales suelen ser grises, que se disuelve en disolventes orgánicos polares y en agua.

## Preparación
El tetrafluoroborato de plata puede prepararse por varios métodos. Una vía sencilla consiste en disolver carbonato de plata en ácido tetrafluorobórico acuoso.  También se puede producir tratando el fluoruro de plata (I) con trifluoruro de boro en solución de nitrometano . La reacción entre el trifluoruro de boro y una suspensión de óxido de plata en benceno es otra vía que aprovecha la solubilidad del compuesto en benceno. Sin embargo, este método produce fulminato de plata, un explosivo sensible. 

## Usos en laboratorio
En el laboratorio de química inorgánica y organometálica, el tetrafluoroborato de plata, también denominado «BF₄ de plata», se utiliza como reactivo para eliminar ligandos halogenados y para oxidar complejos ricos en electrones. En diclorometano, el tetrafluoroborato de plata es un oxidante moderadamente fuerte. Al igual que el hexafluorofosfato de plata, se suele utilizar para sustituir aniones haluro o ligandos por aniones tetrafluoroborato de coordinación débil. La abstracción del haluro se impulsa mediante la precipitación del haluro de plata correspondiente.

## Estructura

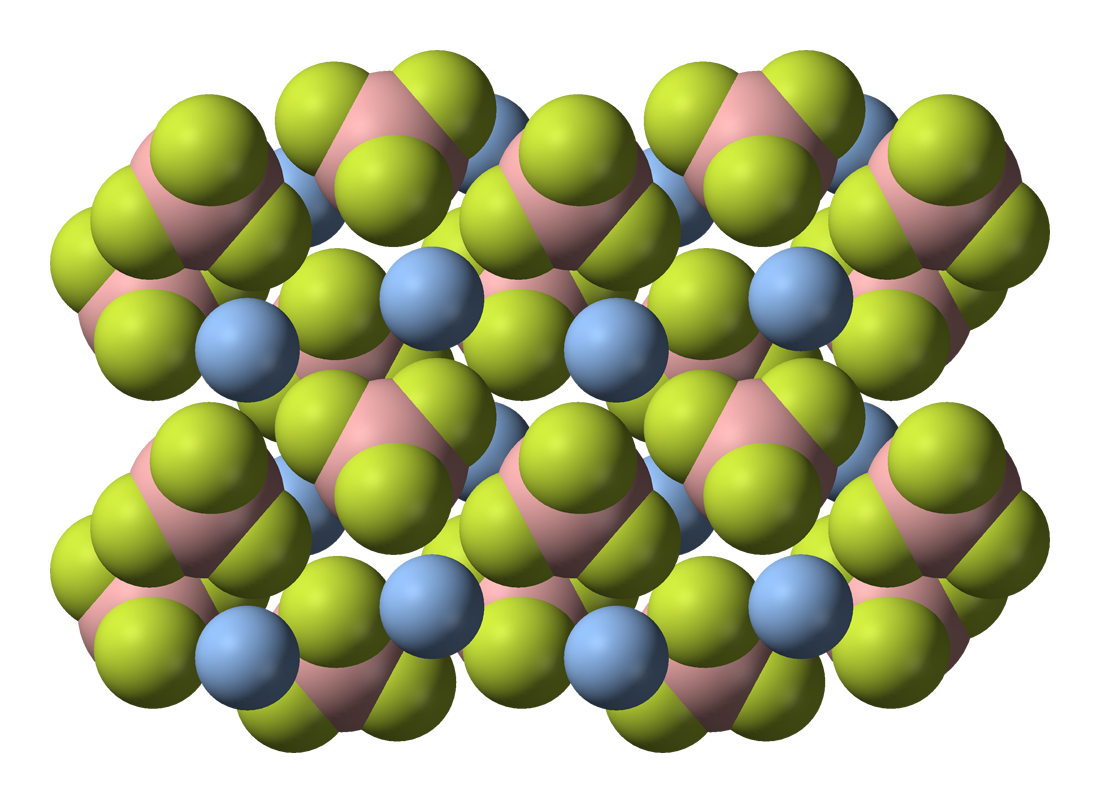
Moléculas unidas de AgBF_{4}. Código de color: verde = F, naranja = B, azul = Ag

Según la cristalografía de rayos X, el compuesto sólido está formado por centros de Ag+ unidos a cuatro sitios de fluoruro del BF4-.